# Los Continentales
Los Continentales del Perú, o simplemente Los Continentales, fue un grupo musical de cumbia peruana que se formó en el mes de agosto de 1981 en la ciudad costeña de Lima, Perú. También con sus grandes éxitos recorrieron México, Colombia, Argentina, Ecuador, Chile y Bolivia, entre otros.

## Origen
Los Continentales fue un grupo formado por 3 exintegrantes del primer y original Cuarteto Continental, el grupo fue liderado por Francisco Acosta (Pancho), guitarrista, coros y arreglista de todos los temas grabados por esta agrupación según consta en las grabaciones. Como cantante principal Julio César Prado Guerrero (fallecido en junio de 1987 en Argentina), y como acordeonista César Silva que pertenecieron al Cuarteto Continental, a ellos se sumó Oswaldo Vega como cantante y coros.
También participaron Leoncio Salgado en los timbales, Ramón Siu en el bongo y Coco lagos en las tumbas. 
Contando con 3 exintegrantes originales del Cuarteto Continental, el éxito no se hizo esperar.

## Éxitos de la agrupación
Los Continentales encontraron una gran popularidad en el mercado del norte de la Argentina y fue uno de los que hicieron que se expandiera el éxito de la cumbia peruana en ese país junto con otras agrupaciones como Los Mirlos.
La mayoría de los éxitos fueron regrabaciones de otras agrupaciones con las cuales competían como Cuarteto Continental, Cuarteto Universal, Los Universales, Cuarteto Amazónico, Sexteto Internacional y también de grupos extranjeros como Lucho Cuadros, Lisandro Meza de Colombia, Los Mier de México y Los Wawancó de la Argentina.
La agrupación fue apoyada y creó sus grabaciones en la empresa limeña Music Shop perteneciente al productor de la industria musical Esteban Calderón antes de que la situación económica, política y social del país mas la llegada de nuevas técnicas de grabación y comercialización de soportes musicales llevará a la empresa a la quiebra años más tarde.
Entre su listado de éxitos se encuentran los siguientes:
- El africano: Éxito grabado por un sinfín de agrupaciones de cumbia y merengue de Colombia, México, Perú, Argentina y República Dominicana.
- Caballo viejo: Éxito de Simón Díaz de los más regrabados en muchos géneros musicales como cumbia, merengue, mariachi, instrumental, Salsa, y grabado incluso por Richard Clayderman.
- Te están matando los años: Cover de un paseo vallenato de Lucho Cuadros.
- Esta pillao: Cover de Lisandro Meza.
- Disimula: Composición de Hugo Almanza Duran.
- La coloreteada: Cover de Los Mier de México.
- A pichi pichi.
- Con un sorbito de Champagne: Composición del peruano Héctor Bustamante, siendo éxito en el extranjero del venezolano Pastor López.
- La revancha: Éxito del peruano Hugo Almanza grabado por diversas agrupaciones, también de Colombia y México.
- El medio peso: Canción Cubana de Pototo y Filomeno, el grupo le dio un arreglo especial y en que menciona los nombres de los integrantes.
- La computadora: Grabado entre otras agrupaciones peruanas, también por agrupaciones chilenas como la Sonora Casino.
- Daniela: Éxito del cantante peruano Jhonny Arce.
- El carbonero.
- Golpe con golpe.
- La medallita del amor - La Novia.
- Dile: Éxito en varios países y conocida en México en la versión de la agrupación peruana Cuarteto Universal.
- Cumbia Negra.
- La Rosa en Botón.
- El Aguajal.
- La Medallita.
- La Cumbia.

Estos fueron algunos de sus éxitos a través de sus 13 Long Plays LP.
Su música fue reconocida en la Argentina como parte de la llamada Cumbia santafesina que possé un estilo acercado al colombiano con acordeón, y permitió su comercialización a lo largo y ancho de ese país, recibiendo el disco de oro por el tema "El medio peso". Su música también gustaría en los países de Chile, Bolivia, Ecuador, Colombia, Uruguay y Paraguay.
A pesar de haber dedicado o mencionado algunos temas para México, del material de la agrupación creado por Musichop no existe evidencia de que fuera comercializado en ese país norteamericano, excepto algunos temas entre los que figuran Canchis-canchis, editado por Discos Peerless. 
En 1986 empresarios Mexicanos buscan a nuestro acordeonista César Silva y le encargan la formación del Cuarteto Continente. La producción musical nunca salió en el Perú, pero fue un tremendo éxito.
Después del éxito logrado, en 1987 encargan a nuestro guitarrista Pancho Acosta la formación del Grupo Fantasma. La producción musical nunca salió en Perú, pero fue un éxito rotundo.

## Etapas
LOS CONTINENTALES tuvieron dos etapas:
La primera entre 1981 hasta 1985 con Pancho Acosta, César Prado, César Silva y Oswaldo Vega.
Quienes recorren casi todo el territorio peruano con innumerables presentaciones. Esto les sirvió para interesar a empresarios extranjeros. 
Contratados para los carnavales del norte de Argentina en 1985, después de un total y rotundo éxito en esta gira , la agrupación se desintegra.
César Prado y Oswaldo Vega deciden quedarse a trabajar en Argentina con los músicos que llevaron de Lima y con músicos Argentinos. Deciden usar el nombre de Los Continentales. En esta etapa realizan largas giras por toda la Argentina con la siguiente formación: César Prado: Voz (Perú), Oswaldo Vega: Voz y coro (Perú), Enrique Peralta; Acordeón (Argentina), Arturito; Bajo (Perú), Jorge; Timbales (Perú), Marcelo Peralta; Guitarra y coros (Argentina)
A su regreso al Perú, en mayo de 1985 Pancho Acosta y César Silva deciden tomar un descanso para luego formar una nueva agrupación encontrando nuevos músicos y dos nuevos cantantes Víctor Caballero y Dino Villasante.
La nueva agrupación se llamó Los Imperiales produciendo dos long play en 1986.Realizando giras a la Argentina en 1987 y 1988. 
En 1986 César Silva es contratado para grabar una producción para México. Creó el Cuarteto Continente haciendo dirección, arreglos musicales y grabando el acordeón. Éxitos que hasta hoy se escuchan en el hermano país del norte 
En 1987 Los Imperiales son contratados para los carnavales de Argentina, la idea de los empresarios era presentar un mano a mano contra Los Continentales de Argentina, cosa que no sucedió por los diferentes bailes programados para ambos grupos.
A mediados de 1987 fallece Julio César Prado Guerrero en Argentina, Muerto César, Oswaldo Vega decide trabajar como locutor de radio, después de un tiempo tiene a su hija Natalia Alejandra Vega Ortiz y aproximadamente en 1994 nace su segundo y último hijo Víctor Israel Vega Ortiz ahora mismo trabaja con una banda musical (siendo Víctor la voz principal).
El cuerpo de César prado es traído a su casa en el Callao, Perú y en el velorio frente a su ataúd, Pancho Acosta y César Silva le prometen a su amigo retomar el nombre de LOS CONTINENTALES, que ellos tres habían creado.
En 1987 Pancho Acosta es contratado para grabar una producción para México. Creó el Grupo Fantasma, haciendo dirección, arreglos musicales, guitarra y coros. Éxitos que hasta hot se escuchan en el hermano país del norte. 
En 1988 se empezó esta gran aventura musical de LOS CONTINENTALES contando con dos cantantes Dino Villasante y Nicolás Pastor quien ingreso para realizar una producción para el Sello Universal en casete, y se realizó las giras de 1989 y 1990 al norte de Chile.
En 1991 se retira Nicolás e ingresa al grupo Marco Mau Orlandini (hermano de Julio Mau Orlandini) que venía de cantar por el Cuarteto Imbatible y graba una producción para el sello Elsi también en casete. 
En 1993 emigra a Estados Unidos.
En 1995 por acuerdo de todos los integrantes, queda registrado la marca LOS CONTINENTALES en Indecopi del Perú, a nombre de Dino Villasante Farfan pasando a ser cantante y mánager del grupo, ingresando ese año como cantante Coco Vásquez quien también participara en otras agrupaciones míticas como Combo Palacio (Virtuosos de la Salsa) con quien trabajó hasta 1996.
En 1997 ingresó como cantante Jorge Oria (conocido como "Conejo") con quien se hizo en 1998 una recopilación de todos los éxitos de Los Continentales para el sello Rosita producciones en CD. En 1999 graban 2 canciones El conejito y el Zapaton. guitarra y arreglos musicales Pancho Acosta, acordeón César Silva y cantantes Jorge Oria y Dino Villasante. En el año 2001 el grupo, se desintegra.
Cabe destacar la participación de músicos destacados que actuaron en todas las presentaciomes de LOS CONTINENTALES en esta segunda etapa, Álex Novoa en el bajo y el maestro Orlando Pineda en los timbales.
Pancho Acosta vuelve a trabajar con su legendario grupo Compay Quinto formado en 1967.
César Silva instaló su sala de grabaciones lo que le dio muy buenos resultados artísticos y económicos.
Jorge Oria actualmente está trabajando como cantante del grupo Los Destellos.
Dino Villasante emigró a New Jersey, Estados Unidos donde formó su grupo musical "Dino's Band".

## Última compilación en CD
Una de sus últimas ediciones fue un CD mano a mano con Los Mirlos bajo el sello "Discos Magenta" en la República Argentina . Ahora al parecer hay una agrupación con ese nombre en aquel país que ya nada tiene que ver ni en lo musical, ni en lo personal, ni en lo artístico con la agrupación original peruana.